# Zamp
Zamp é uma empresa brasileira que administra as redes de restaurantes de fast food Burger King, Subway e Popeyes e da cafeteria Starbucks no país.

## História
Tudo começou em 2011 quando o fundo carioca Vinci Partners adquiriu a participação nas operações do Burger King no Brasil que durou até 2023. O Burger King, por sua vez, é controlado pelo fundo 3G Capital, dos sócios bilionários brasileiros Jorge Paulo Lemann, Carlos Alberto Sicupira e Marcel Hermann Telles.
Em 2017, a BK Brasil pediu seu registro de IPO para a CVM e abriu seu capital na bolsa. No ano seguinte, a empresa trouxe o Popeyes ao país, um ano após o Restaurant Brands International (dona do Burger King) ter adquirido esta rede.
Em 2022, a BK Brasil adotou o novo nome e passou a se chamar de Zamp.
Em 2024, a Mubadala Investment Company, dos Emirados Árabes Unidos comprou 58,3% da Zamp. No mesmo ano, adquiriu as operações da Starbucks no Brasil. Também no mesmo ano, adquiriu as operações da Subway no país.